# Rio Gard (Jijia)
O Rio Gard (Jijia) é um rio da Romênia, afluente do Jijia, localizado no distrito de Botoşani.